# Chapmannia
Chapmannia es un género de plantas con flores  perteneciente a la familia Fabaceae. Es originario de América. Comprende 7 especies descritas y de estas, solo 4 aceptadas.

## Taxonomía
El género fue descrito por Torr. & A.Gray y publicado en A Flora of North America: containing . . . 1(2): 355. 1838.

## Especies aceptadas
A continuación se brinda un listado de las especies del género Chapmannia aceptadas hasta abril de 2013, ordenadas alfabéticamente. Para cada una se indica el nombre binomial seguido del autor, abreviado según las convenciones y usos:
- Chapmannia floridana Torr. & A.Gray
- Chapmannia gracilis (Balf. f.) Thulin
- Chapmannia prismatica (Sessé & Moc.) Thulin
- Chapmannia somalensis (Hillc. & J.B. Gillett) Thulin